# Spathelia
Spathelia es un género con 26 especies de plantas de flores perteneciente a la familia Rutaceae. 

## Especies seleccionadas
- Spathelia bahamensis
- Spathelia brittonii
- Spathelia chimantaensis
- Spathelia coccinea
- Spathelia cubensis

## Sinónimo
- Diomma